# Christie (Oklahoma)
Christie es un lugar designado por el censo ubicado en el condado de Adair  en el estado estadounidense de Oklahoma. En el año 2010 tenía una población de 	218 habitantes y una densidad poblacional de 11,01  personas por km².

## Geografía
Christie se encuentra ubicado en las coordenadas 35°57′24.55″N 94°41′26.02″O / 35.9568194, -94.6905611 (35.956819° -94.690561°). Según la Oficina del Censo de los Estados Unidos, Christie tiene una superficie total de 7,638 mi² (19,8 km²), de la cual 7,564 mi² (19,6 km²) corresponden a tierra firme y 0,074 mi² (0,2 km²) es agua.

## Demografía
Según la Oficina del Censo en 2000 los ingresos medios por hogar en la localidad eran de $19,063 y los ingresos medios por familia eran $27,656. Los hombres tenían unos ingresos medios de $25,893 frente a los $17,143 para las mujeres. La renta per cápita para la localidad era de $9,268. Alrededor del 17.0% de la población estaban por debajo del umbral de pobreza.